# Акопов, Дерожант Левонович
Дерожант Левонович Акопов (арм. Դժերոժանտ Ակոպով; 15 апреля 1940, Дашогуз, Туркменская ССР — июль 1993, Жлобин, Беларусь) — белорусский инженер-металлург армянского происхождения, первый директор Белорусского металлургического завода (БМЗ) в Жлобине.
Родился в армянской семье, которая переехала в Туркменистан из Нагорного Карабаха. В 1962 году окончил металлургический факультет Челябинского политехнического института, а в 1967 году — заочно Кузбасский политехнический институт по экономике и организации промышленности. Начинал трудовую карьеру в Новокузнецке как подручный сталевара, позже стал заместителем директора завода мягких кровельных материалов в Кемерове.
В 1968 году был направлен на работу в Беларусь. Руководил строительством картонно-рубероидного завода в Осиповичах и стал его директором. В 1977–1978 годах занимал должность генерального директора производственного объединения «Гомельстройматериалы», затем — заместителя министра промышленности строительных материалов БССР.
В 1981 году назначен директором строящегося металлургического завода в Жлобине. Благодаря его усилиям предприятие получило статус завода республиканского значения и было названо Белорусским металлургическим заводом. Завод строился при участии иностранных подрядчиков, в том числе австрийской компании Voestalpine и итальянских партнёров из Danieli. Акопов лично добился заключения контрактов, несмотря на сложные переговоры.
Он придавал большое значение строительству жилья и социальной инфраструктуры для сотрудников завода. Работники БМЗ получали квартиры уже через несколько месяцев после трудоустройства. БМЗ стал градообразующим предприятием Жлобина, дав импульс его развитию.
В конце 1985 года Акопов был освобождён от должности директора. После этого работал в Минске и Костюковичах. Скончался в июле 1993 года. Похоронен в Жлобине. На похоронах звучала армянская музыка, вместо традиционного траурного марша.
В 2004 году на доме, где он жил, установлена мемориальная доска. Его имя носит одна из улиц Жлобина, а у здания заводоуправления установлен бюст.

## Память
Мемориальная доска на доме в Жлобине (2004)
Бюст у заводоуправления БМЗ
Улица Акопова в Жлобине